# Nachtblindheid

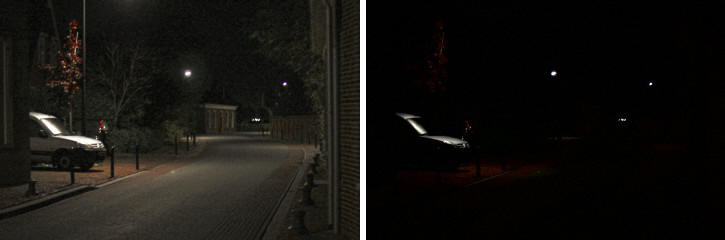
Zicht op de weg: links met nachtzicht, rechts nachtblind.

Nachtblindheid, soms ook wel hemeralopie of in Engelstalige literatuur nyctalopia genoemd (zie hieronder), is een aandoening van het netvlies van het oog (ICD-10 H53.6, E50.5).
Nachtblindheid is het slecht of helemaal niet kunnen zien wanneer er weinig licht is. Dat kan 's avonds of 's nachts zijn, maar ook binnen bij zwakke verlichting. Zeer vervelend is dat iemand met nachtblindheid bij de overgang van licht naar donker altijd enige tijd nodig heeft om te kunnen kijken. Het kan tot ongeveer een uur duren voordat zien in het donker optimaal is.
Bij nachtblindheid zijn altijd beide ogen in dezelfde mate aangetast. Als er slechts één oog is aangedaan, dan is er sprake van een oogziekte, bijvoorbeeld netvliesloslating.
Een specifieke vorm van nachtblindheid is nachtbijziendheid (nachtmyopie). Daardoor hebben sommige bijzienden in het donker een sterkere bril nodig dan normaal. Het is belangrijk om vast te stellen dat iemand last heeft van nachtblindheid om ongelukken te voorkomen. Bijvoorbeeld door 's avonds geen auto meer te rijden. Want wie nachtblind is, is in het donker een gevaar op de weg. Een nachtblinde kan de zijkanten van de weg niet zien.

## Oorzaken
In de westerse wereld is nachtblindheid zo goed als altijd het gevolg van een erfelijke aandoening aan de netvliezen. Bijna één op drieduizend mensen wordt erdoor getroffen. Het verschijnsel kan echter ook het gevolg zijn van een tekort aan vitamine A.
De kegeltjes in ons netvlies zorgen ervoor dat men bij daglicht kan zien. Zij bevatten drie soorten pigment, terwijl de staafjes slechts zwart/wit hebben. Het pigment van de staafjes bestaat uit een proteïnestructuur en een stof die verwantschap heeft met caroteen of vitamine A. Als er licht op dit pigment valt, dan splitst het in verschillende delen en moet het weer opnieuw worden opgebouwd. Daarvoor is vitamine A nodig dat uit het bloed wordt opgenomen. Wanneer er geen of onvoldoende vitamine A is, wordt de aanmaak van nieuw pigment verstoord. De staafjes vangen normaal 's nachts lichtsignalen op en zetten die om in elektrische prikkels voor de hersenen. Onder invloed van het rodopsine is het mogelijk in de schemerdonker en in het donker te zien. Als er onvoldoende rodopsine in het oog aanwezig is, dan is er bij schemerdonker en donker sprake van een verminderd gezichtsvermogen. Men spreekt dan van nachtblindheid.
Het kan ook bij ziekten optreden, waarbij de verwerking van vitamine A verstoord is en bij chronische gastritis en chronische leveraandoeningen. Daarnaast zijn er enkele oogziekten die met nachtblindheid gepaard gaan.

## Behandeling
Nachtblindheid is niet te genezen als het om een erfelijke aandoening gaat. In het beste geval blijft de toestand stabiel, maar meestal verergert het. Het is wel belangrijk regelmatig een oogarts op te zoeken.
Als de oorzaak vitamine A-tekort is, dan is aanvulling van het tekort door vitamine A-rijk voedsel al dan niet gecombineerd een voedingssupplement, meestal de oplossing. Ook een beginnende nachtblindheid door vitamine A-gebrek kan op deze wijze effectief worden bestreden. Nachtblindheid is niet in alle gevallen te genezen. Men zal altijd proberen de oorzakelijke ziekte te behandelen, bijvoorbeeld een maagdarmaandoening. Ook wordt altijd getracht de toevoer van vitamine A te verbeteren door verstrekking van vitaminepreparaten. Wanneer er vitamine A of caroteen (pro-vitamine A) wordt gegeven, treedt vaak al na korte tijd verbetering op.

## Nyctalopie
Het woord nyctalopie (van het Latijnse nyctalopia en Griekse νυκταλωπία of νυκταλωψ) betekent letterlijk nachtblindheid. Het woord is afgeleid van 'nux,nuctos' (= nacht), en 'alaos' (= blind). In Engelstalige landen wordt het inderdaad zo gebruikt.
Er ontstond echter verwarring omdat men abusievelijk veronderstelde dat het woord afgeleid was van 'oops' (= oog), en niet van 'alaos' (blind). Met andere woorden, doordat men '-al' over het hoofd zag, kreeg de betekenis een andere wending van: dagblindheid (en dus juist goed zien in het donker).
Tegenwoordig wordt het woord dus soms in tegengestelde betekenis gebruikt: een nyctaloop, iemand met nyctalopie (of hemeralopia in Engelstalige literatuur) is iemand die juist overdag minder goed ziet. Een verschijnsel dat ook wel 'dagblindheid' genoemd wordt. Dit kan veroorzaakt worden door cataract waarbij invallend licht tot hinderlijke schitteringen leidt, of albinisme waarbij te veel licht pijnlijk aan de ogen is. Ook bij achromatopsie komt dagblindheid voor: deze patiënten zien geen kleuren, doordat de kegeltjes niet werken. Licht van gewone sterkte is vervelend (fotofobie), maar in de schemering is de gezichtsscherpte relatief goed. Patiënten kunnen met een donkere bril dus beter zien.
Vanwege deze tegenstelde betekenissen wordt geadviseerd de term 'nyctalopie' helemaal niet meer te gebruiken, maar de term 'nachtblindheid' of 'dagblindheid'.